# Subgulina exigua
Subgulina exigua is een insect uit de familie van de mierenleeuwen (Myrmeleontidae), die tot de orde netvleugeligen (Neuroptera) behoort. 
Subgulina exigua is voor het eerst wetenschappelijk beschreven door Luppova in 1987.